# Origin (album Borknagar)
Origin – siódmy album norweskiego zespołu Borknagar - wydany przez Century Media Records w 2006 roku. Album różni się od wszystkich pozostałych albumów zespołu, ponieważ został on nagrany w sposób w pełni akustyczny.

## Lista utworów
1. „Earth Imagery” – 4:52
2. „Grains” – 3:42
3. „Oceans Rise” – 6:05
4. „Signs” – 1:17
5. „White” – 4:45
6. „Cynosure” – 02:55
7. „The Human Nature” – 4:48
8. „Acclimation” – 4:30
9. „The Spirit of Nature” – 3:00

## Twórcy
- Vintersorg - śpiew, chór
- Øystein G. Brun - gitara akustyczna
- Lars A. Nedland - organy Hammonda, fortepian
- Asgeir Mickelson - perkusja
- Sareeta - skrzypce
- Thomas Nilsson - wiolonczela
- Steinar Ofsdal - flet
- Tyr - gitara basowa